# Jelle Broers Hylckama
Jelle Broers (van) Hylckama, (Broek, 1545 - 1618), was een Spaansgezinde Nederlands bestuurder en rechter uit de 16e en 17e eeuw, die secretaris en grietman van Haskerland was. Hij kwam uit een invloedrijke familie. Zijn grootouders waren uit de adellijke geslachten Feytsma, Ammama en Reynalda. Verder was hij eveneens een afstammeling van Juw Juwinga die in 1369 tot potestaat van Friesland werd verkozen. Zowel zijn vader als zijn grootvaders waren grietmannen. 

## Biografie

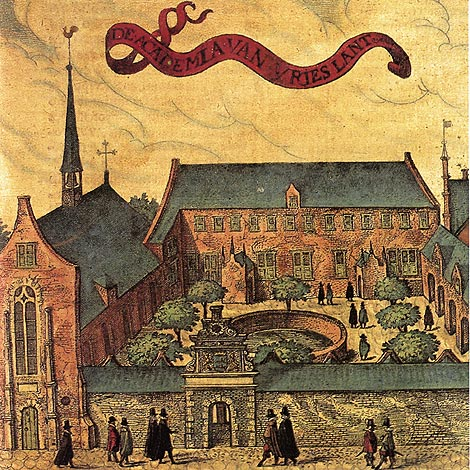
De academia van Vrieslant waar Jelle Broers recht studeerde

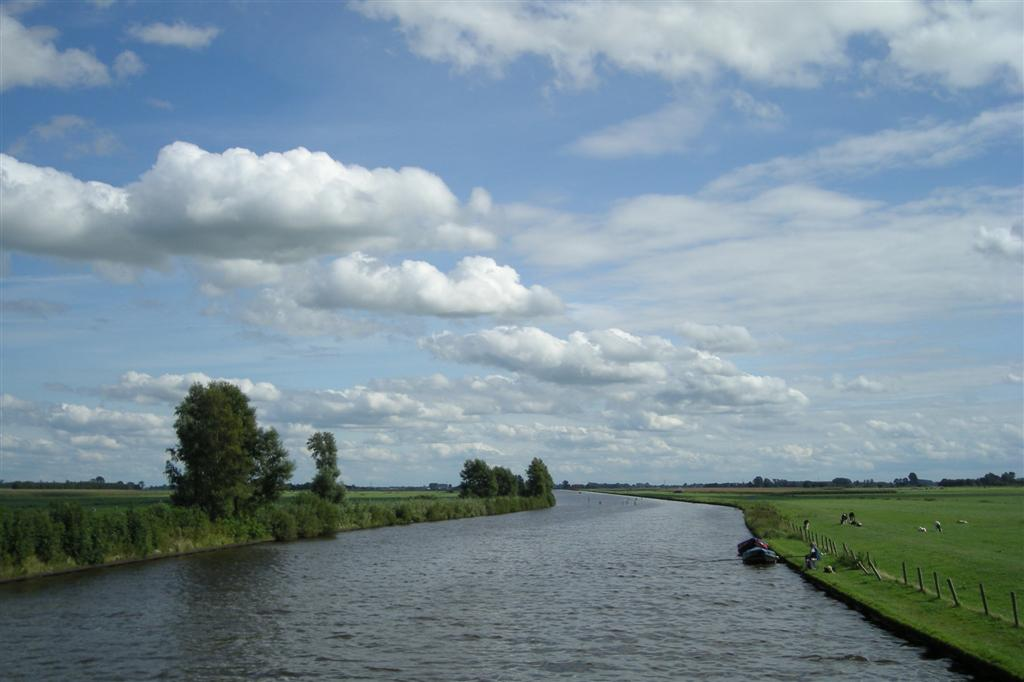
De vaart de Broeresloot die Jelle Broers liet graven

Toen de Universiteit van Franeker geopend was stuurde Jelles' vader Broer Jelles (van) Hylckama - die grietman van Schoterland was - hem naar deze Universiteit, waar hij op rechten afstudeerde. Jelle Broers werd later Grietman van Haskerland. Hij trad al vrij snel af maar werd niet veel later aangesteld als secretaris van Haskerland. Vaak was de secretaris van een grietenij de feitelijke bestuurder en ook juist de secretaris werd er vaak behoorlijk rijk van. Hij kocht onder andere Eysinga S(t)ate bij Joure en ging daar wonen met zijn vrouw en bezat daar bijna 30 hectare grond. Verder bezat hij ook onder andere Oenema State (te Goingarijp), Sybraede State en een deel van Rouckema State. 
Tijdens zijn bewind liet hij onder andere een nieuwe vaart graven, beter bekend als de Broersloot of Broeresloot. Het is een rechte vaart die onder Delfstrahuizen uit het Tjeukemeer in een zuidoostelijke strekking naar de rivier de Tjonger loopt. 
In 1580 bleef Jelle Broers rooms-katholiek en sloot zich aan bij de zogenaamde Malcontenten. Dit was een groep van katholieke edelen die in de jaren 1577-1578 de Spaanse zijde kozen. Dit was niet geheel zonder gevolgen, grietman en vriend Hoyte Uninga van Hoytema moest toezien hoe in Joure zijn Hoytema Stins werd afgebroken omdat men bang was dat dit als uitvalsbasis gebruikt zou worden. Jelle zelf werd in 1596 gevangengenomen omdat hij betrapt werd bij Rooms-Katholieke vergaderingen werden gehouden, dat destijds verboden was. Hij kwam vrij met een boete van 25 gouden Friese rijders, terwijl anderen kerkerstraf kregen. 
Hij kreeg vier zoons, waaronder Ambrosius Gellius van Hylckama die secretaris werd van Aengwirden in Heerenveen ging wonen. Hij trouwde met Tjaertcke Tjaerts van Heloma, de weduwe van Matthys van Oenema. Zijn andere zoon, Pieter Jelles van Hylckama werd secretaris van Haskerland van 1622 tot 1681. Veel kleinkinderen van Jelle Broers werden zelf grietman, maar ook rechters en apothekers kwamen voor. Hij werd 73 jaar.